# 장력

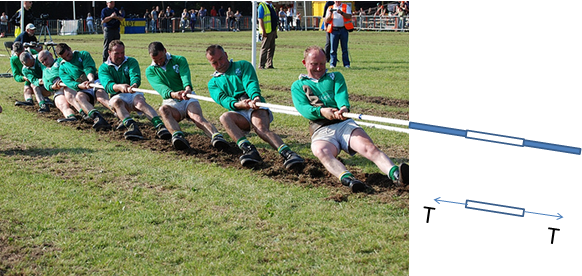
이 줄의 끝부분은 줄다리기를 하는 사람들을 오른쪽으로 잡아당기고 있다. 줄의 각 부분은 이웃한 두 부분을 장력으로 잡아당기고 있다. 줄다리기를 하는 사람들이 줄을 잡는것처럼, 장력은 줄의 길이에 따라 달라질 수 있다.

물리학에서 장력(tension, 문화어: 켕김힘)은 끈, 체인, 막대 등 1차원적 1차원 연속체의 한 점에 걸리는 힘이다. 다른 말로, 질량을 길이의 함수로 보았을 때 길이에 대해 적분한 양이 된다. 질량이 없는 경우 장력은 모든 끈에 균일하다. 장력은 언제나 끈의 방향과 나란하다. 보통의 일반역학에서 대부분 장력을 계산할 때, 끈의 무게는 무시할만큼 작다고 가정한다.
원자수준에서 원자나 분자는 전자기적 인력을 갖는데, 원자나 전자를 잡아당겨 멀어지게 하면 전자기 퍼텐셜 에너지를 갖게되며, 이는 곧 장력을 만들어낸다. 장력은 줄이나 막대의 늘어난 길이를 복구시키기 위해 서로 붙어있는 물체를 잡아당기게 한다
장력은 압축의 반댓말이다.
장력은 줄이나 물체의 끝부분에서 그 줄이나 막대에 연결되어있는 물체에 대해 연결부에서 줄의 방향으로 힘을 가한다. 줄에 연결된 물체의 계에서는 두가지의 기초적 가능성이 존재한다. 가속도가 0이여서 계가 평형상태에 있거나, 가속도가 있지만 계의 알짜힘은 일정한 경우이다.

## 1차원 연속체에서의 장력

장력은 음의값이 아닌 벡터값이다. 장력이 없다면 늘어진 상태인 것이다. 실이나 줄을 질량이 없지만 길이는 있는 1차원 물체라고 이상화해보자. 만약 실이 굽지 않을경우 장력은 실의 모든부분에서 일정하며, 실의 양 끝에서 작용하는 힘의 크기는 동일하다. 뉴턴 제3법칙에 따라 이 힘들은 실과 붙어있는 물체에서 실에 가해지는 힘의 크기와 같다. 만약 실이 도르레에 걸려있을 경우, 도르레가 질량과 마찰력이 없는 이상적 상황이라면, 실에 작용하는 장력의 크기는 동일할 것이다. 끈이 진동할 때 진동수는 끈의 장력에 의존한다. 진동수는 뉴턴법칙을 통해 이끌어 낼 수 있다. 줄의 미세한 부분들은 각각 이웃한 부분들과 서로 잡아당기며 힘의 크기는 줄의 위치에 관계없이 동일하다. 위치 {\displaystyle x}에 따른 장력의 크기는 {\displaystyle \tau (x)}이다.
만약 실이 굽어있을 경우 두 이웃한 부분에서 서로 잡아당기는 힘의 크기는 합해서 0이 되지 않을것이다. 따라서 실의 부분에는 알짜힘이 가해지며 가속도가 생기게 된다. 이 알짜힘은 복원력이며, 스튀름-리우빌 이론에 따르면 실의 움직임은 횡파이며, 다음의 방정식으로 해를 구할 수 있다.
{\displaystyle -{\frac {d}{dx}}{\bigg [}\tau (x){\frac {d\rho (x)}{dx}}{\bigg ]}+v(x)\rho (x)=\omega ^{2}\sigma (x)\rho (x)}
{\displaystyle v(x)}는 단위길이당 힘, {\displaystyle \omega ^{2}}는 실의 가로성분 변위 {\displaystyle \rho (x)}에 따른 고유 공명값이다. 여러 풀이들은 현악기의 여러 화음들을 나타낸다.

## 3차원 연속체에서의 장력
막대나 트러스같은 3차원 연속체의 끝부분에서 가해지는 힘을 표현할때도 장력을 이용한다. 막대를 늘리거나 할 때 이를 이용한다. 힘 또는 단위 단면적당 힘에 대해 늘어난 정도를 계산할 경우 잘 안될 것이므로, 공학을 목적으로는 장력보다는 변형력 = 축방향력/단면적으로 계산하는 것이 더 나을 것이다. 변형력은 텐서의 3x3행렬이며, 변형력 텐서의 성분 {\displaystyle \sigma _{11}} 은 단위면적당 인장력이다(또는 단위면적당 압축력인데, 막대가 늘어나는 경우가 아닌 압축되는 경우에는 이 성분을 이용해서 음수를 나타낸다).

## 평형상태의 계
모든 힘의 합이 0일때, 계는 평형상태에 있다.

{\displaystyle \sum {\vec {F}}=0} 

예를 들어, 계 내에 수직한 방향으로 등속으로 낙하하는 물체에 장력 T의 실이 걸려있다고 생각해보자. 계는 일정한 속도를 가지며, 물체를 위로 잡아당기는 장력의 크기와 아래로 잡아당기는 중력의 크기가 같으므로 평형상태에 있다고 할 수 있다.

{\displaystyle \sum {\vec {F}}={\vec {T}}+m{\vec {g}}=0} 

## 알짜힘이 존재하는 계
가해진 힘이 균형을 이루지 못해 계 내에 알짜힘이 존재할 경우, 힘의 합력은 0이 아니다. 알짜힘과 가속도는 함께 존재한다.

{\displaystyle \sum {\vec {F}}\neq 0} 

예를 들어, 위의 상황과 같지만 물체가 양(+)의 가속도를 가지며 아래방향으로 속도가 점점 증가한다고 가정해 보자. 이 상황에서 물체에는 알짜힘이 가해지며, 다음과 같다.

{\displaystyle \sum {\vec {F}}=T-mg\neq 0} 

다른 예로는 두 물체 A, B가 각각 m1, m2의 질량을 가진다고 가정해 보자. 두 물체는 서로 실로 연결되어 있으며, 실은 늘어나지 않고 마찰력이 없고 굽혀지지 않는다. 물체 A에는 위로 잡아당기는 장력 {\displaystyle T} 와, 아래로 잡아당기는 무게 ({\displaystyle w_{1}=m_{1}g})의 두 힘이 작용한다. 따라서 A에 작용하는 알짜힘은 {\displaystyle w_{1}-T} 이므로 {\displaystyle m_{1}a=m_{1}g-T}이다.

## 현대 물리학에서 실
특수 상대성 이론에서 실같이 생긴 물체(쿼크 사이의 상호작용에 쓰이는 실 모델이나, 끈 이론의 끝 같은)들은 장력을 가진다. 이 끈(실)들은 끈들의 세계면에 의해 분석되고, 에너지는 보통 끈의 길이에 비례한다. 장력은 끈의 늘어난 정도에 무관하다.
늘릴 수 있는 끈에 대해서는 훅 법칙이 적용된다.

## 같이 보기
- 표면장력